# Clarafond-Arcine
Clarafond-Arcine este o comună în departamentul Haute-Savoie din sud-estul Franței. În 2009 avea o populație de 880 de locuitori.

## Evoluția populației
| An        | 1975 | 1982 | 1990 | 1999 | 2006 | 2009 |
| --------- | ---- | ---- | ---- | ---- | ---- | ---- |
| Populație | 343  | 398  | 550  | 707  | 857  | 880  |